# せいじろう
せいじろう（7月1日 - ）は、日本の男性タレント、声優、ナレーター。大阪府出身。身長165cm。体重53kg。2019年までアクトヴィジョンに所属していた。

## 人物・エピソード
- テレビ・ラジオのCMや番組のナレーション・吹き替えなどで活動。ソフトなストレートナレーションから軟派なナレーション・爽やかな二枚目系・フェミニンな感じ・癒し系まで幅広くこなしている。役柄も、おばちゃん・娘・おじいさん・少年・青年・昆虫やロボット・関西弁を生かした落語家風、更に怪獣や動植物に至るまで、様々な役をこなしている。音域は、ボーイソプラノまでの3オクターブ。
- 司会では、アドリブを利かせ、突っ込みや毒舌などで明るくノリ良く進行し、演出家やディレクターも彼におんぶに抱っことなる事が多い。
- 大阪のオフィスキイワードに20年近く所属をしていたが独立。現在は本業の他、企画・キャスティングコーディネーター、放送芸術学院専門学校・大阪アニメーションスクール専門学校での特別講師、朴璐美ボイススクール、スタジオカンブリアの立ち上げにもかかわった。専門学校の同級生に、沼田祐介、後輩に石川英郎。著名な教え子には、今村彩夏・竹内良太・松本祐一・西口杏里沙・村上喜紀・藤井京子・小早川秀樹・みぃ等がいる。
- 放送芸術学院・大阪アニメーションスクールでの体験入学イベントで開催された浪川大輔とトークショーの際、浪川大輔本人より「近いですねー」と舞台上での距離感や大阪の独得のノリを褒められ、後日浪川のマネージャーより「浪川と漫才をしてやってください（笑）」や、浪川本人からは、「ほんとステキなひと」とブログ上で書き込みをされたことがある。
- ファッションにうるさく敏感で、難波マルイや堀江、HEPによく出没していた。また、学校では「授業で同じ服装は2度としない」と公言している。
- 人生で2度、25キロの減量に成功。減量前と減量後とでは、爆笑の仕方が変わっている。減量前は脂肪で全身を支えていたため、ワライカワセミのようなインパクトのある笑い方であったが、減量して脂肪が減った今は、明石家さんまのような引き笑いとなっている。ダイエットに悩む学生や女性からの相談も多いという。
- 大阪市内を移動する際には、ロードバイクを使用していた。彼を知る目撃者からは「ハンパ(では)無いスピード」「一瞬で消え去る」「大阪市営バスより速い」などと、そのスピードについて驚嘆する者も多かった。
- 現在は東京都三鷹市に移り住み、愛犬ミルキーと生活。
- 2019年11月1日、自身のTwitterとInstagramより、所属するアクトヴィジョンの年内離籍と契約中の仕事を除いた活動の休止を発表した[1][2]。

## 主な出演作品
太字はメインキャラクター

### WEBアニメ
- The King of Fighters: Another Day（ビリー・カーン）
- わかさ生活 ソフィアローズ物語

### ゲーム
- デスクリムゾン（コンバット越前）
- デスクリムゾン2 -メラニートの祭壇-（コンバット越前）
- ザ・キング・オブ・ファイターズ2003（ビリー・カーン）
- ザ・キング・オブ・ファイターズXIII（ビリー・カーン）

### ドラマCD
- ボクたちオトコの娘〜ハートがハラハラ★小悪魔ちゃん登場 編〜（山内D）

### 吹き替え
- カリビアンライト(FOODTV)
- シェフドジュール(FOODTV)
- マリオのイタメシ大好き(FOODTV)
- 関西テレビ丼（NHK大阪）
- ハートにJINJIN ABC（キッズステーション）

### 実写
- グッド楽（ケーブルウエスト大阪セントラル）
- とれたて、行かあなGO!（ケーブルテレビ神戸）

### ナレーション
- 京都府広報番組 月イチ☆きょうと府（KBS京都テレビ）
- 京都府広報番組 府政ホット情報・増刊号!（KBS京都テレビ）
- ニュース朝いち430・ズームイン!!SUPER・ザ!情報ツウ（読売テレビ・日本テレビ）
- こんな発見・鳥取県（サンテレビ）
- 痛快!エブリデイ（関西テレビ）

### CM
- わかさ生活
- NOVA
- 松下電器
- JR西日本
- 阪急百貨店
- イズミヤ
- 宝酒造
- サントリー
- ひらかたパーク
- ソフトバンクヤフーBB
- 東芝エレベータ
- 姫路セントラルパーク
- ナブコドア
- フェザー
- ディックファイナンス
- カトキチ

ほか多数。